# Доброгостів
Доброго́стів — село в Україні у Трускавецькій міській громаді Дрогобицького району Львівської області, що розташоване за 12 км на південний схід від Дрогобича. Населення становить 3005 осіб.

## Географія
На південний захід від Доброгостова бере свій початок річка Колодниця.

## Топоніми
Назву виводять від слів «добре гостювати». За переказами, колись чумаки їздили по сіль аж до Криму і в дорозі зупинялись відпочити біля джерела в долішньому кінці, де згодом спорудили криницю. Звідти нібито й почалось село. Казали: «Там добре гостити». З часом ці слова трансформувалася у сучасну назву села — Доброгостів.
Урбаноніми
Кількість елементів інфраструктури у селищі — це 12 вулиць.
Вулиці:
- Героїв Майдану
- Грушевського Михайла
- Зарічна
- Козацька
- Лісова
- Молодіжна
- Нова
- Стебницька
- Фабрична
- Франка Івана
- Шевченка Тараса
- Шкільна

Урочища:
- Метищі

## Історія
У «Słowniku geograficznemu Królestwa Polskiego i innych krajów słowiańskich», виданому у 1881 році у Варшаві, подається наступна інформація стосовно Доброгостова, а саме, що «Доброгостів (з Бистрим) — село Дрогобицького повіту, що розкинулося на берегах річки Колодниця. Це гірське село, розташоване поблизу приватного гостинця, що прямує з Дрогобича та перетинається з державним стрийсько-сколівським гостинцем. В селі великі наділи орної землі займають територію у близько 8, луки та сади — 25, пасовиська — 5, ліси — 3986; малі наділи орної землі — 1592, луки та сади — 1757, пасовиська — 251; ліси — 11 австрійських моргів. Чисельність населення — 1577 осіб, з них: 6 римо-католиків (поляків), 1426 греко-католиків (українців) та 145 євреїв. Греко-католицька парафія знаходиться у Доброгостові та належить до дрогобицького деканату. В селі діє школа початкова з одним вчителем та кредитна каса з фондом обігових коштів в сумі 465 злотих австрійських. Це село можливо засноване за візантійського імператора Юстиніана I та є власністю австрійського уряду».
1 серпня 1934 року, при створенні ґміни Стебник у дрогобицькому повіті, сільська громада Доброгостова разом з сільськими громадами Стебника, Гассендорфа, Колпця, Орова, Сільця, Станилі та Уличного увійшла до її складу.
16 листопада 1950 року, під час оборонного бою підрозділу дрогобицького надрайонного проводу ОУН з каральним загоном УМВС у Дрогобицькій області, у селі загинули кур'єри надрайонного проводу — Степан Магур («Бурлак»), Юрко Варгаш («Береза»), вояк «Гуцул», референт пропаганди Микола Іванцюра («Пушкар») та друкарка дрогобицького районного проводу Євгенія Лесик («Прися»).

## Економіка
Економічну частину села складають підприємства, які спеціалізуються у галузях:
- птахівництво — ТзОВ «Агрофірма „Ватра“»;
- будівництво — ПП «Сигнал-2»;
- виробництва хлібобулочних виробів — ТзОВ «Едем».

## Інфраструктура
В селі працюють птахофабрика, пекарня, котельня, сільська рада, а також будується громадський центр.

### Освіта
На початку 1900 років у селі діяла однокласна школа, якою керував Міхал Кордасевич.
У селі працює Доброгостівська середня загальноосвітня школа I—III ступенів імені Івана Боберського (директор Оксана Степанівна Гарасим'як до 2016 року, Світлана Ярославівна Савчук від 2016 року)/, а для найменших мешканців села працює Доброгостівський дошкільний навчальний заклад (завідувачка Любов Федорівна Козар).. Також в селі діє Доброгостівська дитяча музична школа (директор Уляна Володимирівна Цмайло).

### Медицина
В селі функціонують наступні заклади охорони здоров'я:
- Доброгостівська лікарська амбулаторія (керівник Василь Михайлович Зубик, з 2018 року Олексів Маргарита Антонівна);
- Обласний центр соціальної реабілітації дітей-інвалідів.

### Торгівля
В галузі торгівлі у Доброгостові діє декілька торгових закладів, які належать приватним підприємцям різних форм власності. Серед приватного сектора переважають підприємства гуртової і роздрібної торгівлі продовольчими та промисловими товарами.

## Історичні пам'ятки

### Культові споруди
- церква святого архистратига Михаїла;
- церква святого Миколая Чудотворця.

### Пам'ятки монументального мистецтва
У селі встановлено оригінальний пам'ятний знак українській писанці.

## Релігія

### Громада ПЦУ
У 2000 році в селі утворена громада УАПЦ, а 2008 року тому вирішила будувати свій парафіяльний храм. 20 листопада 2016 року Блаженніший Макарій, Митрополит Київський і всієї України, Предстоятель УАПЦ освятив новозбудовану церкву святого архистратига Михаїла та престол у співслужінні з 17 священиками Дрогобицького, Стрийського, Бродівського деканатів УАПЦ та місцевим настоятелем о. Романом (Водяником). 
У січні 2021 року громада УАПЦ святого архистратига Михаїла села Доброгостів перейшла до Львівської єпархії Православної церкви України.

### Громада УГКЦ
В селі знаходиться ще один храм — церква святого Миколая Чудотворця, яка є парафіяльним храмом греко-католицької громади села, утвореної у 1991 році.. Храм споруджено у XIX столітті. Внесений до реєстру пам'яток архітектури місцевого значення під охоронним № 1414-м.
23 лютого 2014 року Преосвященний владика УГКЦ Венедикт, Єпископ-помічник Львівський, відвідав храм Святого Миколая Чудотворця, яким опікується о. Любомир (Кушнір). Впродовж візиту єпископ очолив Архиєрейську Божественну Літургію та виголосив проповідь..

### Громада УПЦ КП
У 1996 році в селі утворена громада УПЦ КП. Очолює громаду Мирон Михайлович Гавриляк.

## Громадське життя
В селі діють дві громадські організації — «Розвиток села Доброгостів» (керівник — Л. Васьків) та «Сила в громаді» (керівник — Л. Торська).

## Культура, дозвілля
В селі діє Народний дім «Просвіта», де функціонують постійно діючі гуртки. При Доброгостівській дитячій музичній школі діє фольклорний ансамбль «Барвисток» (керівник вокальної групи — Дарія Іванівна Яцик, керівник інструментальної групи — Тарас Миколайович Орсуляк).

## Спорт
Від 2002 року в селі функціонує фізкультурно-спортивний клуб «Спортивний комплекс „Карпати“». Крім того у Доброгостові базуються два місцевих футбольних колективи — ФСК «Карпати», заснований у 2006 році та виступає у першій лізі чемпіонату Львівської області з футболу та збірна села, що виступає у першості Дрогобицького району з футболу.

## Відомі люди

### Народилися
- Іван Боберський — український педагог, організатор сокільсько-січового руху, автор назви «Пласт», сприяв становленню Пласту.
- Альфред Броневський — польський архітектор.
- Іван Гарасам'як — український педагог, філософ, журналіст, поет, організатор та перший завідувач кафедри українознавства Дрогобицького державного педагогічного університету імені Івана Франка.
- Петро Осецький (1986-2023) — молодший сержант Збройних Сил України, учасник російсько-української війни.
- Іван Пасемко — український педагог, літературознавець, публіцист, фахівець з питань українсько-чеських культурних взаємин.

### Пов'язані з селом
- Юліян Яворський — український літературознавець, етнограф, публіцист-москвофіл, видавець журналів «Жива думка» та «Живе слово».
- Микола Васьків — український літературознавець, педагог. Доктор філологічних наук, професор.